# Hebius kerinciensis
Hebius kerinciensis (керінчійський вуж) — вид змій родини полозових (Colubridae). Ендемік Індонезії.

## Поширення й екологія
Керінчійські вужі відомі за типовим зразком, зібраним на схилах гори Керінчі в національному парку Керінчі-Себлат на Суматрі. Вони живуть у вологих тропічних лісах, на берегах струмків, на висоті понад 1200 м над рівнем моря.